# Hamma (metropolitana di Algeri)
Hamma è una stazione della linea 1 della metropolitana di Algeri.
Si trova nel quartiere omonimo, in prossimità dei laboratori della SNTF, le sale centrali e l'hotel Sofitel di Algeri.

## Strutture e impianti
È una stazione sotterranea a 4 binari, due per ogni senso di marcia, serviti da due banchine laterali per ciascun lato.

## Servizi
La stazione è dotata di 4 uscite, che portano a via Abdelkader Chaabra, via Ahcene Amrani, via Mohamed Merzougui e via Boualem Rouchai.

## Interscambi
• È situata nei pressi della stazione di bus omonima, servita dalle linee di bus ETUSA, linee 4, 6, 14, 27, 34, 66, 79, 89, 92 e 126.